# Strygeorkester
Et strygeorkester er et orkester, der udelukkende består af strygeinstrumenter, der bruges i vestlig klassisk musik. Instrumenterne i et sådant orkester er oftest følgende: violinen, som er opdelt i første og anden violin (hver spiller normalt forskellige stemmer), bratsch, cello og normalt, men ikke altid, kontrabas.
Strygeorkestre kan være af kammerorkesterstørrelse fra 12 (4 førstevioliner, 3 andenvioliner, 2 bratscher, 2 celloer og 1 bas = 12) og 21 musikere (6 førstevioliner, 5 andenvioliner, 4 bratscher, 4 celloer og 2 kontrabasser = 21) undertiden optræder de uden dirigent. Det kunne også bestå af hele strygesektionen i et stort symfoniorkester, der kunne have 60 musikere (16 førstevioliner, 14 andenvioliner, 12 bratscher, 10 celloer og 8 kontrabasser = 60.

## Repertoire
Repertoiret inkluderer flere værker af Mozart (bl.a. Eine kleine Nachtmusik), William Boyce (hans otte symfonier er kun til strygere) og Haydn, der giver afkald på den barokke basso continuo. Nogle af disse værker er problematiske, når det kommer til at beslutte, om de er til orkester eller strygekvartet . Især i Haydns tidlige værker hævdes det, at inversionerne af harmoni fra lejlighedsvis krydsning af bas- og bratsch-linjen indebærer en kontrabas; spørgsmålet er dog ikke afgjort.